# Lou Smog
Lou Smog est une série de bande dessinée créée par Georges Van Linthout, mettant en scène les enquêtes d'un policier américain original, dans les années 1950. Cette série paraît en prépublication dans le Journal de Tintin à partir de 1986, puis dans Hello Bédé. Elle est publiée en albums par les Éditions du Lombard puis par Points Image.

## Trame
Lou Smog est enquêteur de police aux États-Unis dans les années 1950. Il parcourt le pays avec son ami Lefty O'Farrell. Les enquêtes se succèdent, dans des décors originaux, allant de la fausse jungle aux apparitions d'un monstre marin.

## Historique de la série
Georges Van Linthout est l'auteur des dessins et scénarios de cette série, qui commence à paraître en prépublication dans Tintin en avril 1986. La parution se poursuit dans cet hebdomadaire, puis dans Hello Bédé qui prend la suite de Tintin, jusqu'en 1993.
Le Lombard publie les cinq premiers albums de cette série, de 1989 à 1993. Les albums suivants sont édités par Points Image, qui devient Points Image-JVDH.
En 2018, sous le label "Place du Sablon", l'éditeur suisse Paquet entame la publication de l'intégrale de la série, avec des dossiers complémentaires signés par Charles-Louis Detournay. Deux des trois premiers volumes paraissent respectivement en 2018 et 2019. La troisième et dernière partie doit suivre, enrichie d'inédits en album.

## Jugements sur la série
Patrick Gaumer estime que Lou Smog « renouvelle agréablement le genre » des séries policières, notamment par ses ambiances originales.

## Albums
1. Le Port des maudits, par Georges Van Linthout, Bruxelles, Éditions du Lombard, 1990 ;
2. Carrera Panaméricana, 1990 ;
3. Dakota fantôme, 1991 ;
4. La Mémoire de la montagne, 1992 ;
5. Menace UFO, 1993 ;
6. Panique sous le chapiteau, 1998 ;
7. Cascades d'embrouilles, 2001 ;
8. Chiens fous, 2001.

## Intégrales
- 1. Intégrale 1, Éditions Paquet, 2018
- 2. Intégrale 2, Éditions Paquet, 2019